# 2Cellos
 (juin 2014).
Si vous disposez d'ouvrages ou d'articles de référence ou si vous connaissez des sites web de qualité traitant du thème abordé ici, merci de compléter l'article en donnant les références utiles à sa vérifiabilité et en les liant à la section « Notes et références ».
2CELLOS est un duo de violoncellistes croates, composé de Luka Šulić et de Stjepan Hauser. Ils sont connus pour leurs reprises originales de musiques pop/rock populaires, de musiques de films ou de morceaux classiques.
Leur chaîne Youtube accumule en 2022 plus de 6,03 millions d'abonnés pour plus d'1,5 milliard de vues. Le groupe est engagé auprès de Sony Music Masterworks depuis le 12 avril 2011.

## Débuts
Les deux musiciens ont une formation de musique classique. Ils se rencontrent au cours d'une Masterclass. Šulić, le plus jeune d'entre eux (né en 1987), part à l'Académie de musique de Zagreb, puis à la Royal Academy of Music à Londres, et Hauser (né en 1986) au Royal Northern College of Music de Manchester.
Considérés dans un premier temps comme des rivaux, cherchant la compétition à chaque concours, les deux hommes se lient rapidement d'amitié et mettent en commun leur savoir. La création de leur première vidéo, une reprise de Smooth Criminal de Michael Jackson, est motivée par une grande difficulté financière et surtout inspirée par l'aide d'un ami de Hauser, un réalisateur qui leur propose de s'essayer à la reprise de standard de la musique pop et rock (U2, Nirvana, Coldplay, Sting, etc.).
Le groupe apparaît dans la troisième saison de la série télévisée Glee (2012), auprès de Santana Lopez (Naya Rivera) et Sebastian Smythe (Grant Gustin) dans l'épisode hommage à Michael Jackson.

## Discographie
- 2Cellos (2011)
- In2ition (en) (2013)
- Celloverse (2015)
- Score (2017)
- Let There Be Cello (2018)
- Dedicated (2021)